# سیگورذور اگیرز
سیگورذور اگیرز (انگلیسی: Sigurður Eggerz؛ ۱ مارس ۱۸۷۵ – ۱۶ نوامبر ۱۹۴۵) سیاست‌مدار اهل ایسلند بود. وی از ۷ مارس ۱۹۲۲ تا ۲۲ مارس ۱۹۲۴ نخست‌وزیر این کشور بود.
سیگورذور اگیرز در ۱۶ نوامبر ۱۹۴۵، در سن ۷۰ سالگی درگذشت.